# Julie Belhamri
Julie Belhamri, née le 4 avril 1994, est une pentathlonienne française. 

## Carrière
Julie Belhamri et Valentin Belaud terminent deuxième de la finale mixte de la Coupe du monde de pentathlon moderne 2017 et remportent la médaille de bronze en relais mixte aux Championnats du monde de pentathlon moderne 2017.
Elle est médaillée de bronze par équipes aux Championnats d'Europe de pentathlon moderne 2018.